# Corymbia calophylla
A Corymbia calophylla é uma espécie de planta com flores da família Myrtaceae e é endêmica do sudoeste da Austrália Ocidental. É uma árvore ou mallee com casca áspera em parte ou em todo o tronco, folhas adultas em forma de lança, cachos ramificados de gomos de flores em forma de xícara ou pera, cada ramo com três ou sete gomos, flores brancas a rosa e frutos relativamente grandes, ovais ou em forma de urna. A Corymbia calophylla teve muitos usos, tanto para o povo aborígine quanto para o setor de construção.

## Descrição

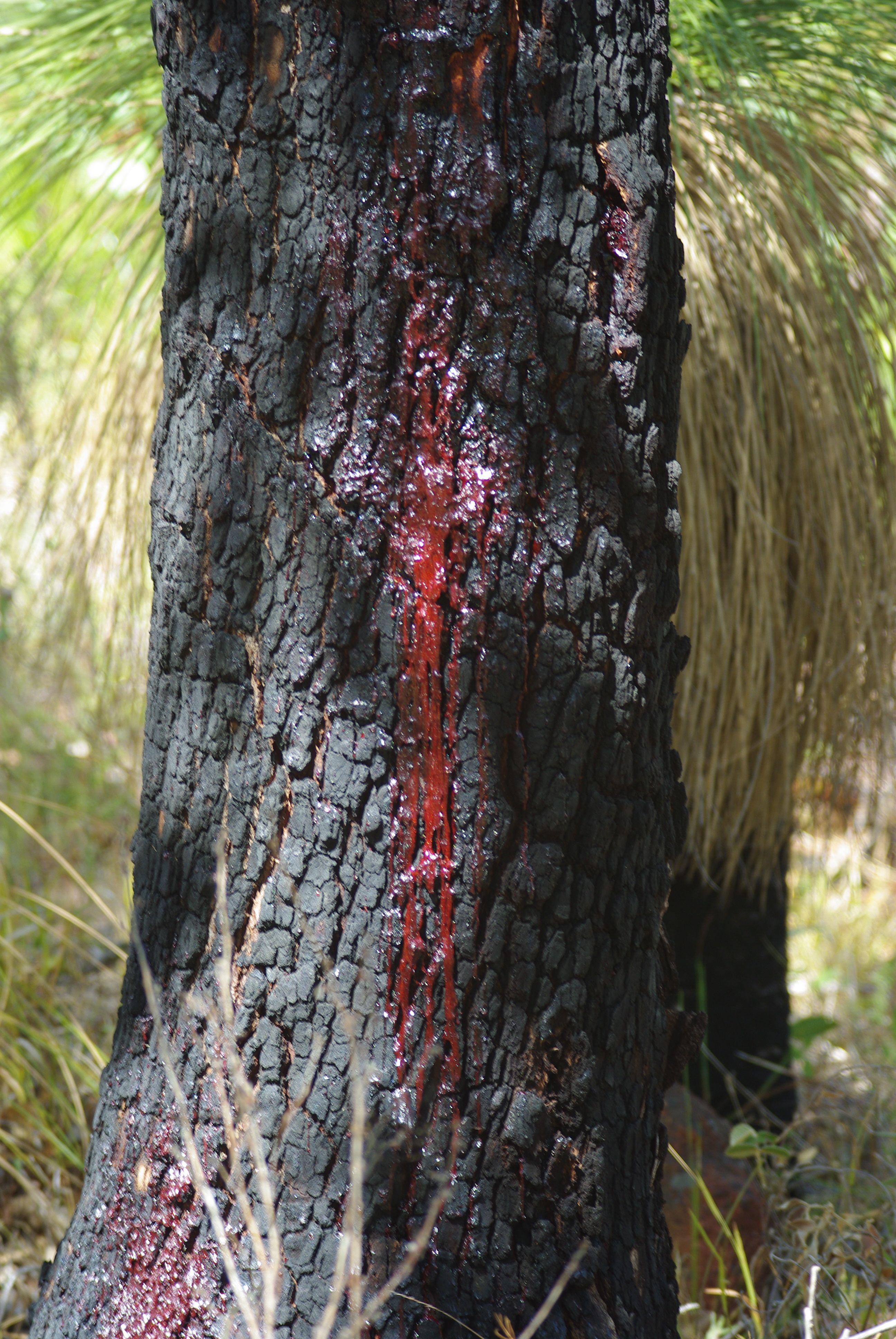
Tronco danificado pelo fogo.

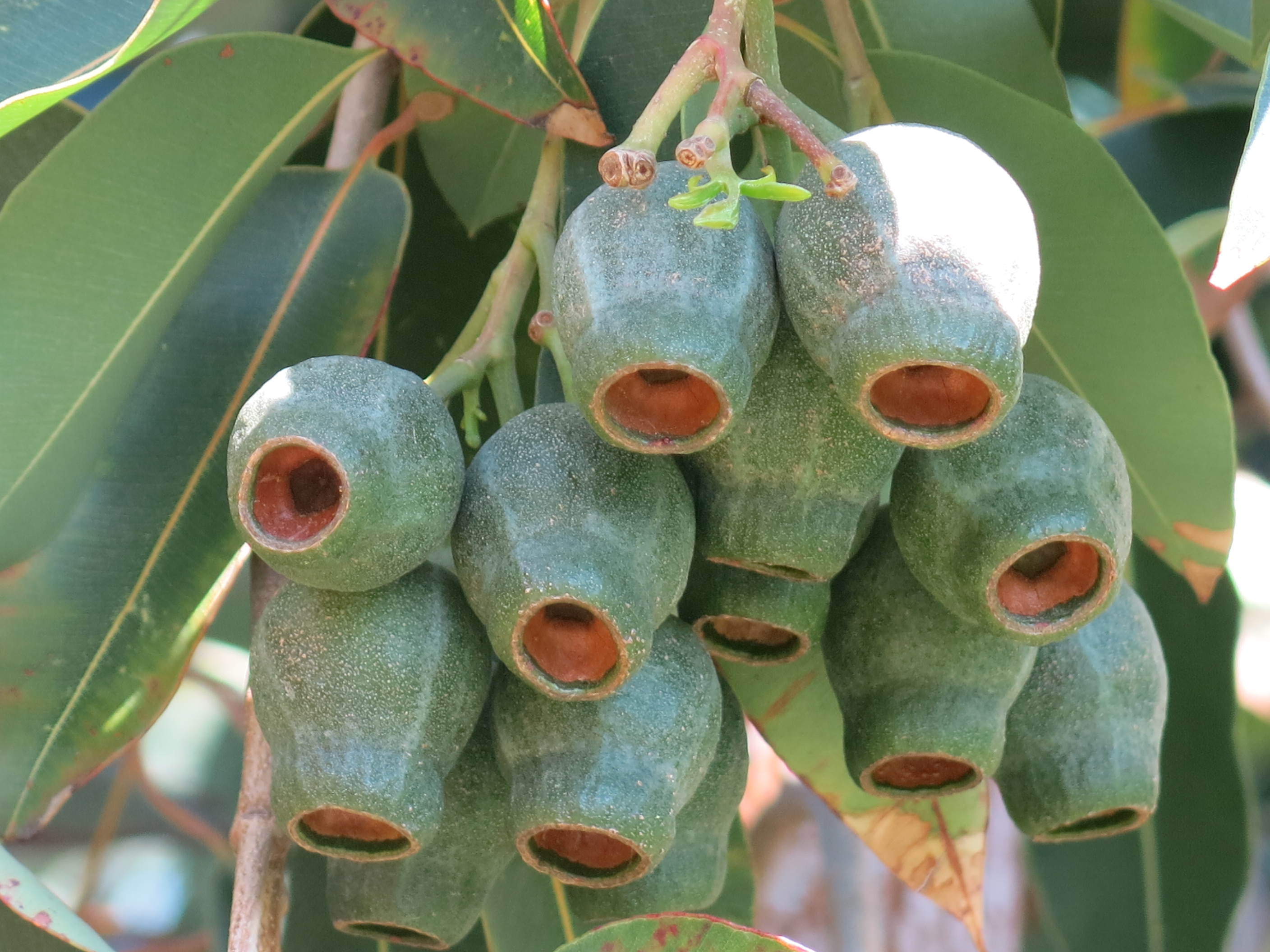
Frutos.

A Corymbia calophylla é uma árvore de grande porte, ou um mallee em solo pobre, que normalmente atinge uma altura de 40 metros, mas pode chegar a mais de 60 metros. O maior espécime conhecido tem 71 m de altura, 10,8 m de circunferência e um volume de madeira de 134 m³. O tronco da árvore pode crescer até 2 m de largura, e os galhos tornam-se grandes, grossos e ramificados. Possui uma casca áspera, estriada, marrom-acinzentada a marrom-avermelhada que se estende ao longo do comprimento do tronco e dos galhos.
As folhas adultas estão dispostas alternadamente, são grossas e de cor verde brilhante em ambos os lados, têm formato de lança a ovo e são afiladas ou arredondadas na base. A lâmina da folha tem de 9 a 14 centímetros de comprimento e de 25 a 40 mm de largura, com um pecíolo estreitamente achatado ou canalizado de 15 a 20 mm de comprimento.
Floresce entre dezembro e maio, produzindo flores brancas a rosa. Os gomos das flores estão dispostos nas extremidades dos ramos em um pedúnculo ramificado que é circular ou angular em seção transversal. Cada ramo do pedúnculo tem gomos em grupos de três ou sete em pedicelos de 6-37 mm de comprimento. Os gomos maduros têm formato de pera, com 6-14 mm de comprimento e 6-10 mm de largura, com uma caliptra achatada. Os frutos ou gominhos se formam mais tarde e podem permanecer na árvore por um ano ou mais. Eles são ovais ou em forma de urna, com 30-50 mm de comprimento e 25-40 mm de largura em um pedicelo de 7-40 mm de comprimento. Os gominhos carregam sementes grandes, que são uma importante fonte de alimento para espécies de pássaros nativos, como as cacatuas. A árvore se propaga facilmente a partir de sementes. Ela se destaca por seus gomos e frutos muito grandes.

## Taxonomia e nomeação
O nome Eucalyptus calophylla foi publicado pela primeira vez em 1831 por Robert Brown no Journal of the Royal Geographical Society of London, mas, sem uma descrição, foi considerado um nomen nudum. Brown usou um espécime cultivado em Kew para incluir a espécie na família Myrtaceae. Ele não deu uma razão para o epíteto específico (calophylla); no entanto, Ferdinand von Mueller observou em 1879 que Brown “concedeu o nome específico a essa árvore aparentemente por uma razão dupla, porque a folhagem é mais bonita do que a de muitos outros eucaliptos e também porque a nervura das folhas lembra a do gênero tropical Calophyllum na ordem de plantas de Guttiferae.”
A primeira descrição formal da E. calophylla foi publicada em 1841 por John Lindley no Edwards Botanical Register. As sementes da planta foram coletadas em Augusta [en] por Georgiana Molloy [en] e enviadas ao Capitão James Mangles [en], que mais tarde foi um comerciante de sementes.
Mueller colocou a espécie em uma série taxonômica em 1884, com base nas características da casca. O livro de Joseph Henry Maiden de 1920, A Critical Revision of the Genus Eucalyptus, apoiava esse arranjo.
Em 1995, Ken Hill [en] & Lawrence Alexander Sidney Johnson mudaram o nome para Corymbia calophylla. Em 2009, Carlos Parra-O e colegas publicaram uma análise combinada de rDNA nuclear (ETS + ITS) e caracteres morfológicos para esclarecer as relações dentro do gênero Corymbia. Descobriu-se que C. calophylla forma um grupo natural com duas outras espécies da Austrália Ocidental, Corymbia ficifolia [en] e Corymbia haematoxylon [en]. Eles classificaram o grupo como seção Calophyllae dentro do subgênero Corymbia.
Está relacionada e é um pouco semelhante à Corymbia ficifolia, uma espécie de flor vermelha endêmica da mesma região. A C. calophylla difere por ser maior (até cerca de 50 metros de altura na natureza), ter gomos e frutos muito maiores e flores geralmente brancas - ocasionalmente rosa - em vez de vermelhas. Entretanto, em algumas áreas, a hibridização dificulta a identificação.
Os nomes comuns incluem marri e Port Gregory gum, e um uso de longa data é red gum devido às efusões de seiva vermelha frequentemente encontradas nos troncos. Red gum foi registrado como um nome em uso pelos colonizadores do Rio Swan em 1835. Outras espécies de Corymbia (então Eucalyptus) eram chamadas de “red gum”, portanto, para evitar ambiguidade, o Departamento Florestal do governo da Austrália Ocidental utilizou o nome existente marri na década de 1920. Corymbia calophylla ainda é comumente conhecida como “eucalipto”, apesar da transferência para o novo gênero. Os povos Noongar conhecem a árvore como gardan, kurrden, mahree, marri, nandap ou ngora. Relatos de segunda mão de nomes indígenas para Corymbia calophylla foram relatados por correspondentes do The West Australian em 1929: o nome kardun atribuído ao povo Pinjarrah e marri da região de Blackwood; marri boona foi dito ser uma referência à madeira.

## Distribuição

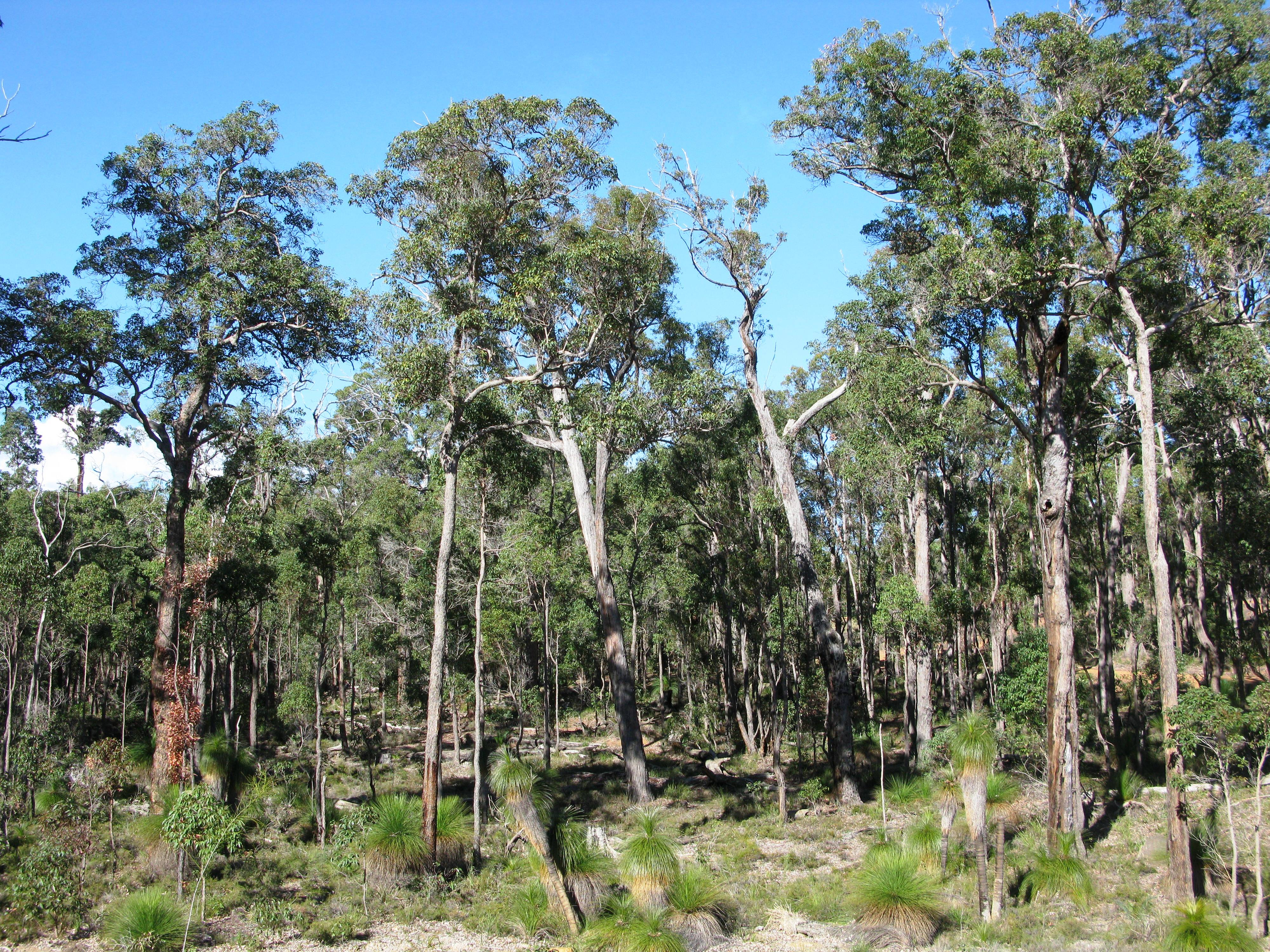
Floresta de Eucalyptus marginata e Corymbia calophylla perto do rio Blackwood.

A Corymbia calophylla é amplamente distribuída na região sudoeste da Austrália Ocidental, do norte de Geraldton (28° S) ao Cabo Riche [en] (34° S), e no interior, além de Narrogin [en] (32°56′S 117° E). Ela é encontrada demonstrando sua adaptabilidade aos diferentes ambientes na Planície Costeira de Swan e na Darling Scarp. Onde o tipo de solo for apropriado, ela dominará como o andar superior da floresta, a poucos quilômetros da costa. A espécie cresce em solos relativamente pobres, mas bons exemplares são considerados um indicador dos melhores solos agrícolas. Encontrada em uma variedade de terrenos, incluindo planícies, colinas, brejos, zonas úmidas, salinas marginais e ao lado de linhas de drenagem, ela é capaz de crescer em argilas marrom-avermelhadas, argilas arenosas marrom-alaranjadas, cascalho e solos arenosos cinzentos sobre calcário, granito ou laterita.

## Ecologia
A Corymbia calophylla é considerada uma das seis gigantes florestais encontradas na Austrália Ocidental; as outras árvores incluem: Eucalyptus gomphocephala [en], Eucalyptus diversicolor, Eucalyptus jacksonii [en], Eucalyptus marginata e Eucalyptus patens [en].
É uma espécie comum, embora sua população esteja sujeita a grandes flutuações devido a mudanças no uso da terra. É uma árvore dominante de vários tipos de vegetação quando em solos e climas favoráveis, com associações ricas e, às vezes, íntimas com outras espécies.
Os frutos e as sementes são consumidos por espécies de aves, sendo um alimento básico na dieta da  cacatua-negra-de-baudin (Zanda baudinii) e do periquito-de-barrete-vermelho [en] (Purpureicephalus spurius). Ambas as espécies retiram as sementes de Corymbia calophylla de sua cápsula lenhosa, manipulando-as com o pé e a mandíbula inferior e inserindo a ponta da mandíbula superior nas aberturas da válvula dispersora de sementes. As marcas deixadas pela mandíbula inferior na noz da Corymbia calophylla distinguem as espécies de papagaios e cacatuas.
As espécies de plantas associadas à Corymbia calophylla no estrato médio incluem o arbusto alto ou a árvore Persoonia longifolia [en] e Kingia australis na floresta de Eucalyptus marginata e Corymbia calophylla, onde ela domina o dossel com o Eucalyptus marginata. As espécies do meio do tronco também podem incluir a Corymbia haematoxylon, que se assemelha à C. calophylla em miniatura. Os eucaliptos que ocorrem em sua área de distribuição podem ser deslocados; por exemplo, na região metropolitana de Perth, ela se sobrepõe à Eucalyptus lane-poolei [en] em todos os solos, exceto nos solos mais úmidos de Guildford. Na planície costeira mais seca de sua área de distribuição ao norte, o tamanho da árvore só é superado pelo Eucalyptus gomphocephala. A espécie é apontada como um dos táxons dominantes nos bosques e arbustos de Corymbia calophylla-Xanthorrhoea preissii da Planície Costeira de Swan, uma comunidade ecológica criticamente ameaçada, outrora muito difundida e agora restrita a menos de 3% de sua área de distribuição. Um dos três conjuntos dominados por Corymbia calophylla descritos, esse se distingue pelos solos mais secos da área de distribuição da comunidade ao longo da borda leste da Planície Costeira de Swan.
Árvores antigas de grande porte tornaram-se raras após a extensa conversão agrícola de terras durante o século XX, mas Ferdinand von Mueller registrou espécimes na década de 1870 com troncos de até três metros de largura. A remoção de árvores em terras agrícolas foi considerada difícil, resistindo a métodos mecânicos de mão de obra intensiva e ao anelamento. O método econômico, demonstrado em 1904 em uma fazenda experimental em Narrogin, consistia em lascar os troncos e as raízes com gelignita.

## Status de conservação
A Corymbia calophylla está listada como “não ameaçada” pelo Departamento de Biodiversidade, Conservação e Atrações do Governo da Austrália Ocidental, mas foi adicionada à Lista Vermelha da IUCN como espécie quase ameaçada em 2019.

## Usos
As árvores Corymbia calophylla tiveram um papel importante na cultura Noongar, as aplicações de seus produtos foram adaptadas e exportadas pelos povos que ocupavam o sudoeste da Austrália.
O kino, mayat, que escorre da árvore, contém taninos com qualidades antissépticas. O mayat era pulverizado e polvilhado em feridas abertas para evitar sangramento, adicionado à água para fazer um enxaguante bucal ou desinfetante, misturado com argila e água e usado como bebida medicinal para disenteria ou usado para curtir peles de canguru para capas ou bolsas. O uso como remédio para diarreia pelas pessoas da região foi observado pela colonizadora Jane Dodds, de Guildford, Austrália Ocidental, “assim como fazemos com o ruibarbo, mas ele não serve para os europeus”. Rosendo Salvado [en], o bispo espanhol, contradiz essa noção ao relatar a eficácia desse remédio para um problema generalizado na nova colônia, tomado em chá ou em uma ou duas pastilhas pequenas; ele diz que o efeito é produzido em um dia, mas também adverte que a overdose pode levar à paralisia. O uso do kino para curtimento de peles de animais também foi adotado pelos migrantes europeus. As primeiras menções na literatura frequentemente comentam sobre a aparência de sangue do kino que fluía das árvores Corymbia calophylla em seu novo ambiente - o Diário de George Fletcher Moore registrou seu uso em 1831. A colônia começou a exportar o produto para a Inglaterra. Mueller apresentou um preço nos mercados de Londres de vinte a vinte e cinco libras por tonelada em 1879. O valor do produto foi reconhecido por uma investigação de 1922 sobre a silvicultura do estado. Um método foi patenteado para melhorar o uso como agente de bronzeamento para aplicações comerciais, aumentando sua solubilidade e removendo a cor. A composição do kino de Corymbia calophylla é de cerca de dois terços de taninos e é incomum por poder ser colhido sem derrubar a árvore.
A madeira de Corymbia calophylla é usada para fazer diversos objetos, como doarks (varas para derrubar as copas das árvores de grama), kitjs (lanças) e wannas (varas de escavação). A madeira de Corymbia calophylla é cada vez mais usada em móveis domésticos modernos. A madeira é cor de mel e tem uma estrutura de veios exclusiva. No entanto, ela não é usada na construção, pois a estrutura da madeira apresenta falhas complexas. As árvores que crescem em solos aluviais contêm menos kino, produzindo madeira com uma gama maior de aplicações. O valor da Corymbia calophylla sem veios de goma foi proposto pelo conservador florestal do estado, John Ednie Brown [en], em 1897, com a recomendação de que fosse usada para embalar frutas; no entanto, a comissão de 1922 concluiu que, embora útil para esse e outros fins, as falhas irregulares reduziam sua utilidade. Essa opinião foi reafirmada pelo conservador estadual em 1957, embora a utilidade e a alta quantidade de tanino no kino também tenham sido observadas. A resistência da madeira foi utilizada no século XIX para cabos e outros implementos, além de aplicações na construção de edifícios, mas descobriu-se que ela se deteriorava quando usada embaixo da terra. Embora a madeira seja inadequada para construções permanentes, a disponibilidade da madeira em meados do século XX fez com que ela fosse recomendada pelo Departamento Florestal para habitações e edifícios de baixo custo, como escantilhão, na construção de barcos e na construção de material rodante para ferrovias. A madeira foi reprovada nos testes para uso como dormentes de trem.
As flores de Corymbia calophylla podem ser usadas como fonte de xarope açucarado, que pode ser sugado diretamente da flor ou mergulhado em água para fazer uma bebida doce. O botânico colonial James Drummond [en] registrou a preparação dessa bebida, chamada numbit, em 1843. Essas flores também atraem abelhas e o mel pode ser encontrado nas cavidades de seus galhos. Essas árvores também atraem pássaros que fazem seus ninhos nos buracos, nos quais é possível encontrar ovos para comer.
O fruto grande e característico produzido pela árvore aparece na literatura de May Gibbs [en], cuja infância no oeste da Austrália provavelmente influenciou sua série sobre Snugglepot and Cuddlepie [en]. O poeta Jack Davis celebrou a importância da Corymbia calophylla em seu poema The Red Gum and I.

### Uso na horticultura
A árvore pode ser cultivada semeando-se as sementes diretamente em um local ou cultivada em vasos para evitar danos às mudas. A espécie está disponível comercialmente como semente ou plantas estabelecidas. A semente é colhida dos frutos entre fevereiro e março, quando eles estão maduros dentro de uma cápsula fechada. Embora não seja tão comumente usada como a hortelã-pimenta local no paisagismo urbano, a espécie foi selecionada para espaços públicos e como árvore de rua nos subúrbios do sudoeste da Austrália.
Uma árvore nos Reais Jardins Botânicos de Kew, cultivada a partir de sementes que ele havia coletado em 1802, foram os espécimes usados por Robert Brown em sua descrição da espécie. Mueller observou em Eucalyptographia (1879) que a árvore poderia ser cultivada em climas tropicais, fornecendo o relatório de John Kirk sobre sua introdução bem-sucedida em Zanzibar, mas que sua sensibilidade à geada havia sido responsável por seu fracasso em Melbourne e outras regiões.

## Galeria

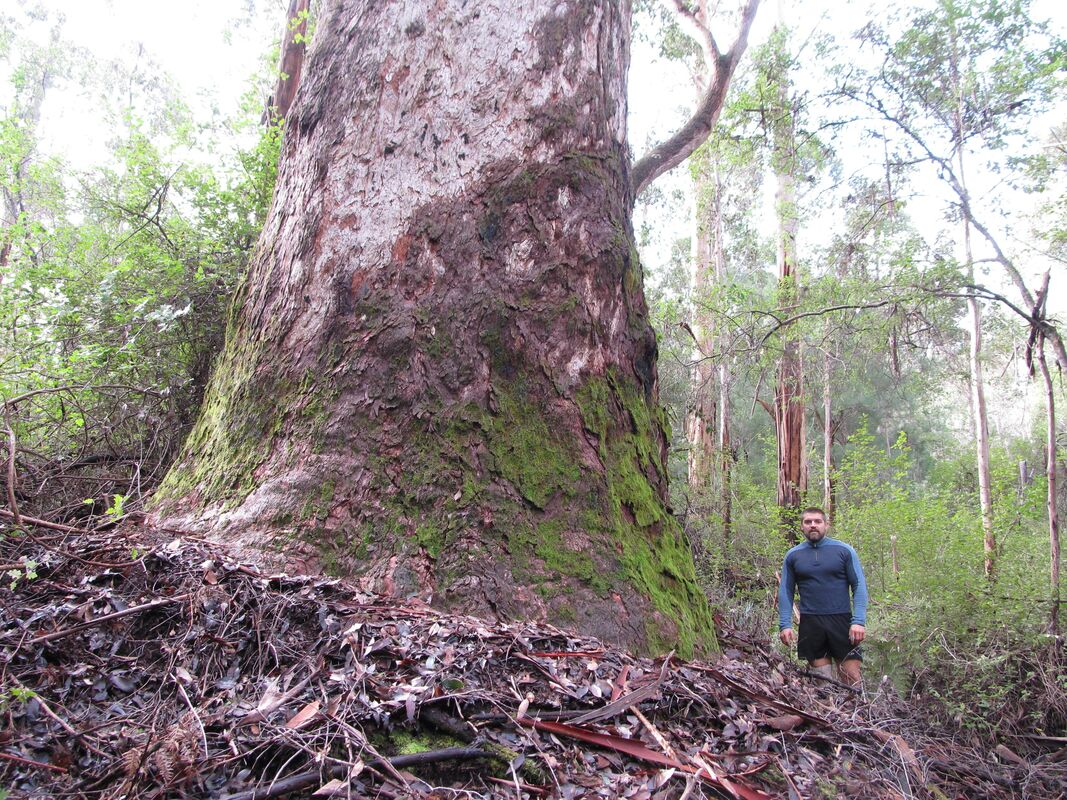
A Corymbia Gigante, o maior e mais alto espécime.
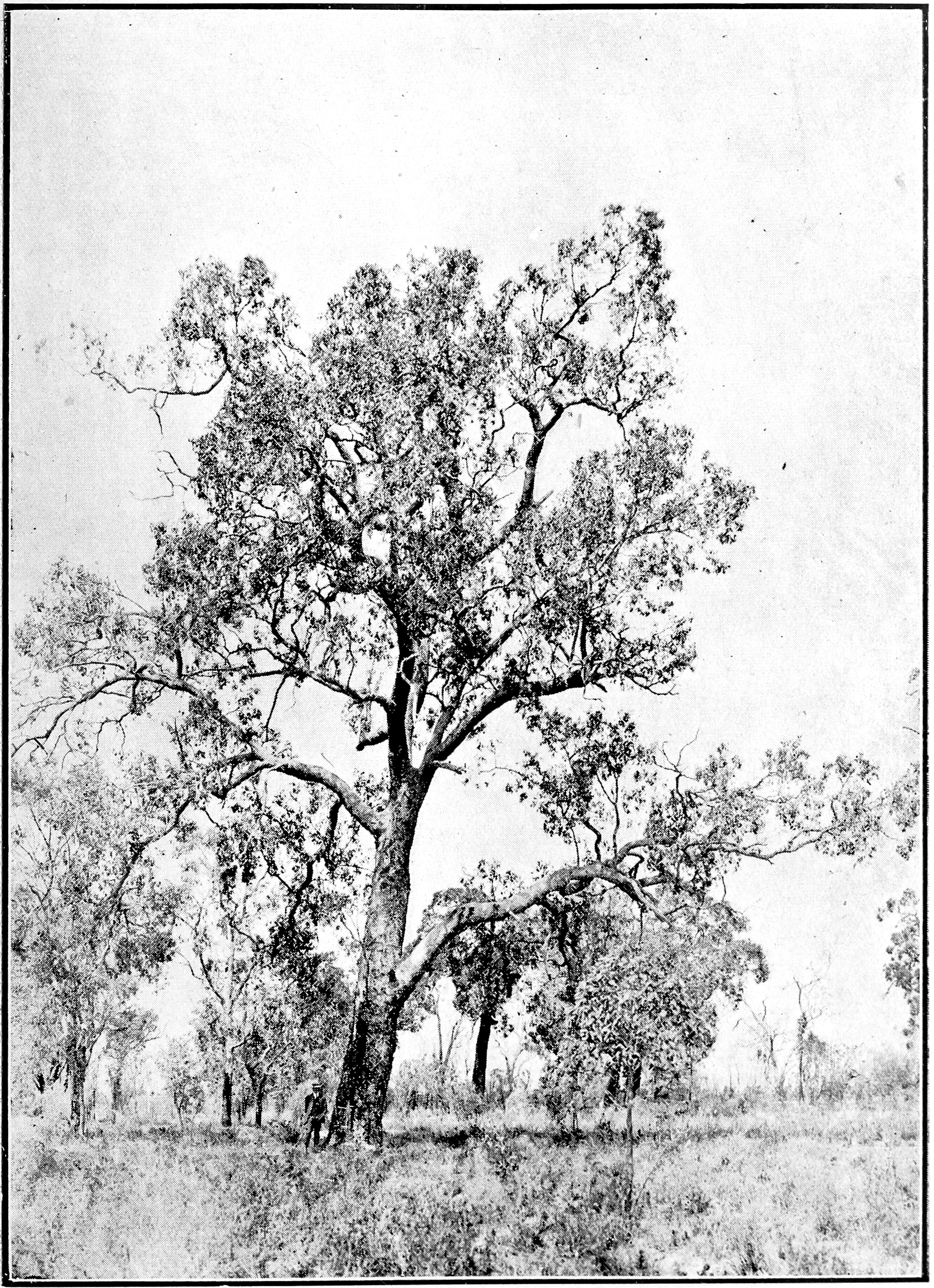
Árvore madura com homem à esquerda, c. 1922.
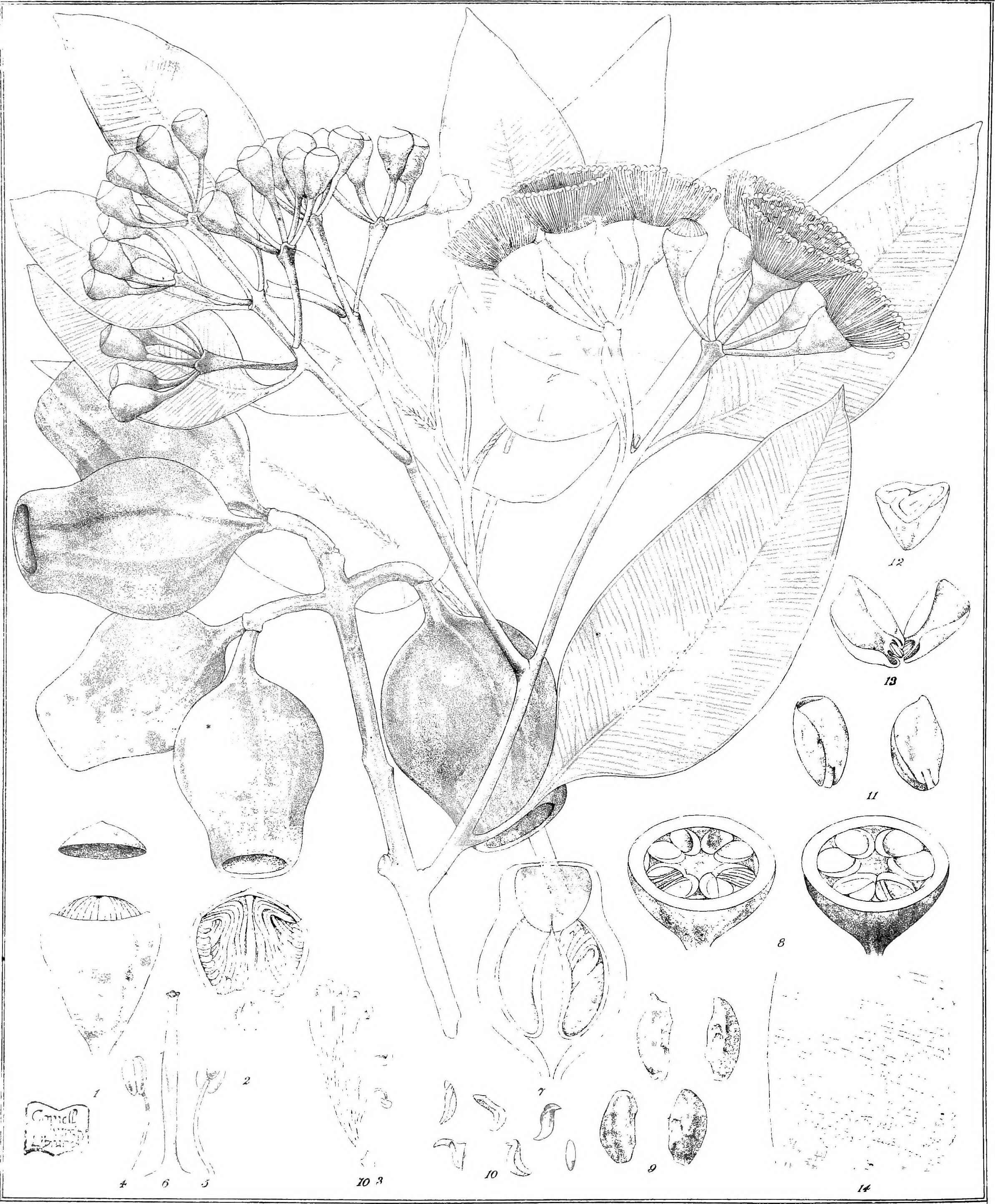
Ilustração botânica na obra de Ferdinand von Mueller, Eucalyptographia'.